# Jalhay
Jalhay er en landkommune i Ardennerne, i Vallonien i provinsen Liège i Belgien. Kommunen havde 8.728 indbyggere i 2020. Kommunens officielle sprog er fransk.  

## Nabokommuner
På trods af den korte afstand til Tyskland og Holland, så er Jalhay helt omgivet af andre belgiske kommuner.
Mod øst grænser kommunen op til Baelen Kommune, mod nord til Limbourg og Verviers kommuner, mod vest til Theux og Spa kommuner, mod syd til Stavelot Kommune, Malmedy Kommune og Waimes Kommune